# Peter Ridzoň
Peter Ridzoň ist ein slowakischer Biathlet.
Peter Ridzoň vom Klub biatlonu Osrblie ist in erster Linie in der Teildisziplin Crosslauf des Sommerbiathlons aktiv und erfolgreich. In der Haute-Maurienne nahm er an den Junioren-Wettkämpfen der Sommerbiathlon-Weltmeisterschaften 2008 teil und wurde Neunter des Sprints und 12. der Verfolgung. Ab 2009 läuft er bei den Männern im Leistungsbereich. Im IBU-Sommercup 2009 erreichte er in Bansko hinter Oļegs Maļuhins einen zweiten Platz in einem Massenstartrennen und damit sein erstes Ergebnis auf dem Podium in dieser Wettbewerbsserie. Ein Jahr später gewann er, nachdem er schon im Sprint Zweitplatzierter hinter Ilmārs Bricis war, das folgende Verfolgungsrennen in Cēsis. Dazwischen lag die Teilnahme an den Sommerbiathlon-Europameisterschaften 2009 in Nové Město na Moravě, bei denen Ridzoň Elfter des Sprints und 19. der Verfolgung wurde. Hinzu kam ein siebter Rang im Mixed-Wettbewerb, den er mit Vladimíra Točeková, Andrea Horčiková und Jozef Škoviera erreichte.
Im Winter lief Ridzoň erstmals 2009 in Osrblie im IBU-Cup. Im Einzel wurde er 47., 48. im Sprint. Bei den Sommerbiathlon-Europameisterschaften 2011 in Martell wurde er 13. im Sprint, 12. der Verfolgung und mit Vladimíra Točeková, Terézia Poliaková und Tomáš Rusňák Fünfter als Schlussläufer im Mixed-Staffelrennen.